# Elecciones estatales de Sajonia-Anhalt de 1998
Las Elecciones estatales de Sajonia-Anhalt de 1998 se celebraron el 26 de abril de ese año, con el propósito de elegir a los miembros del Landtag de Sajonia-Anhalt.

## Resultados
Los resultados fueron:
| Partido Político | Partido Político                    | Porcentaje | Escaños |
| ---------------- | ----------------------------------- | ---------- | ------- |
|                  | Partido Socialdemócrata de Alemania | 35.9       | 47      |
|                  | Unión Demócrata Cristiana           | 22.0       | 28      |
|                  | Partido del Socialismo Democrático  | 19,6       | 25      |
|                  | Deutsche Volksunion                 | 12.9       | 16      |
|                  | Partido Democrático Liberal         | 4.2        | 0       |
|                  | Alianza 90/Los Verdes               | 3.2        | 0       |

Esta elección estuvo marcada principalmente por el avance de la Deutsche Volksunion, partido de extrema derecha que al presentarse por primera vez a las elecciones, clasificó inmediatamente como la cuarta fuerza política del parlamento regional. Los resultados penaron a la Unión Demócrata Cristiana de Alemania (CDU), que perdió su estatus de primer partido político y se vio acosada por el neocomunista Partido del Socialismo Democrático (PDS). La otra sorpresa fue la salida de Alianza 90/Los Verdes del parlamento estatal, a pesar de que habían formado hace cuatro años una coalición con el Partido Socialdemócrata Alemán (SPD) del ministro-presidente Reinhard Höppner, hasta ese momento muy estable.
Después de las elecciones, los socialdemócratas formaron un gobierno de minoría tolerada con el PDS, siendo Höppner reinvestido en el cargo de ministro-presidente para otros cuatro años.